# Markis av Queensberry

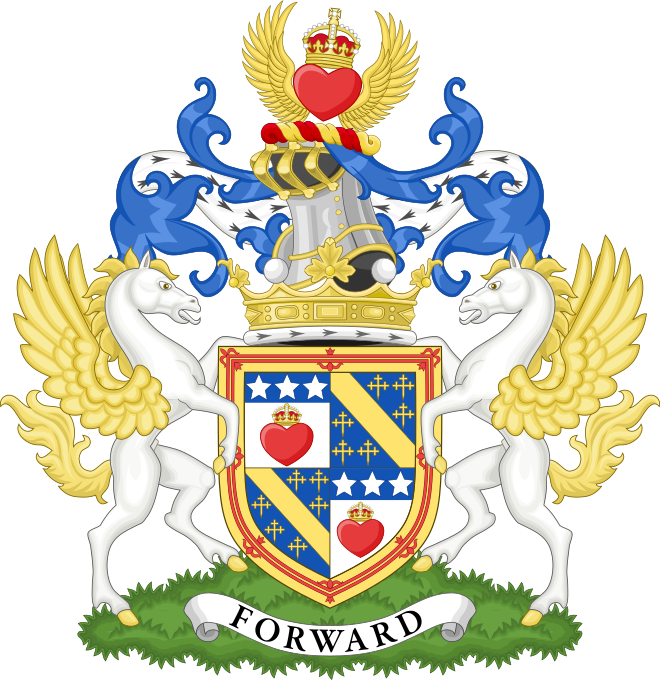
Heraldiskt vapen.

Markis av Queensberry är en skotsk adelstitel inom familjen Douglas. Den nionde baronen Drumlanrig blev 1633 earl av Queensberry, och dennes sonson, den tredje earlen, blev 1682 markis och 1684 hertig av Queensberry. Dessa titlar hängde ihop till 1810 (med undantag 1711–15), då hertigtiteln ärvdes av hertigen av Buccleuch (se vidare där).
Om man vill vara korrekt sammanföll dock inte räkningen, då den tredje hertigen (från 1711) blev den fjärde markisen (från 1715).

## Markiser av Queensberry
- William Douglas, 1:e markis av Queensberry, 1:e hertig (1637–1695)

- James Douglas, 2:e markis av Queensberry, 2:e hertig (1672–1711) (blev även hertig av Dover 1708)

- James Douglas, 3:e markis av Queensberry (1697–1715)

- Charles Douglas, 4:e markis av Queensberry, 3:e hertig (1698–1778) (vid hans död utlocknade titeln hertig av Dover)

- William Douglas, 5:e markis av Queensberry, 4:e hertig (1725–1810)

- Charles Douglas, 6:e markis av Queensberry (1777–1837)

- John Douglas, 7:e markis av Queensberry (1779–1856)

- Archibald William Douglas, 8:e markis av 
Queensberry (1818–1858)

- John Sholto Douglas, 9:e markis av Queensberry (1844–1900)

- Percy Sholto Douglas, 10:e markis av Queensberry (1868–1920)

- Francis Archibald Kelhead Douglas, 11:e markis av Queensberry (1896–1954)

- David Harrington Angus Douglas, 12:e markis av Queensberry (född den 19 december 1929)